# Западная добровольческая армия
За́падная доброво́льческая а́рмия (ЗДА) — антисоветское воинское формирование прогерманской ориентации, сформированное П. Р. Бермондт-Аваловым из бывших военнослужащих Русской армии и немецких добровольцев, в конце 1918 года — начале 1919 года, в Прибалтике для борьбы с большевиками и провозглашённой 18 ноября 1918 года Латвийской Республикой.

## Состав

Форма Западной добровольческой армии.

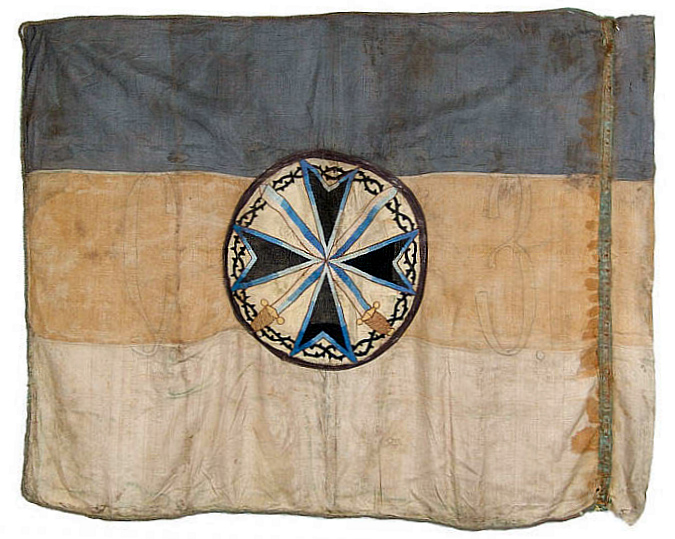
Один из немногих сохранившихся флагов Западной добровольческой армии.

- «1-й Добровольческий имени графа Келлера корпус» (10 тыс. чел., командующий — полковник А. В. Потоцкий (05.01.1886—1968)), г. Елгава

- Пластунская дивизия
- 1-й артиллерийский полк (два дивизиона)
- 1-я и 2-я конные батареи
- Гусарский имени графа Келлера полк (командующий — полковник Долинский)
- 1-й конный полк
- Конвойный эскадрон
- Казачья полусотня
- 1-й запасной батальон
- Технические части (авиационный отряд, технический батальон)

- «Добровольческий отряд полковника Вырголича» (5 тыс. чел., командующий — полковник Е. П. Вырголич (Вирголич) (1883—1919?)), Северная Литва

- 1-й стрелковый полк
- Артиллерийский дивизион
- Конный полк (командующий — полковник Марков)
- Технические части

- Немецкие добровольческие части (около 40 тыс. чел.)[1]

- Добровольческая пехотная дивизия «Железная дивизия» (18 тыс. чел., командующий — майор Йозеф Бишофф), г. Елгава
- Свободный корпус «Немецкий легион» (12 тыс. чел., командующий — капитан-цур-зее Пауль Зиверт), сформирован из немецкого независимого корпуса. Курляндия.
- Свободный корпус «фон Плеве» (3 тыс. чел., командующий — гауптман Карл Густав фон Плеве), он же бывший 2-й гвардейский резервный полк. Либава
- Свободный корпус «фон Дибич» (3 тыс. чел., командующий — оберст-лейтенант Карл Генрих фон Дибич (нем. oberstleutnant Karl Heinrich von Diebitsch) (05.12.1865—23.02.1924)), для защиты железной дороги в Литве.
- Свободный корпус «Россбах» (1 тыс. чел., командующий — гауптман Герхард Россбах), появился в конце октября. Рига.

## История
Основу армии составляли офицеры, направленные из Киева в Прибалтику под руководством князя П. Р. Бермондт-Авалова в конце 1918 года в рамках немецкого проекта создания на территориях бывшей Российской империи, попавших под германскую оккупацию в результате заключения Брестского мира, двух прогермански и монархически настроенных армий из русских добровольцев — «Южной» на территориях Украины и Всевеликого Войска Донского и «Северной» в Прибалтике. Однако, из-за проигрыша Центральных держав в Первой мировой войне и последовавшего падения режима гетмана П. П. Скоропадского, планы формирования этих армий распались, а прибывшие в Прибалтику офицеры вместе с командующим были интернированы германскими властями и временно размещены в лагере Зальцведель. Авалов продолжал заниматься формированием вооружённой силы из русских добровольцев, союзной германскому командованию.

Офицеры Западной добровольческой армии и германские добровольцы. В центре — П. М. Бермондт-Авалов.

Штаб Западной добровольческой армии. В центре (в черкеске) — командующий армией генерал-майор князь М. П. Бермондт-Авалов.

В марте 1919 года при непосредственной поддержке германских войск были сформированы два русских добровольческих отряда — «Отряд имени графа Келлера» под командованием Авалова («Партизанский Отряд имени генерала от кавалерии графа Келлера») и «Бригада полковника Вырголича». Первоначально отряды входили в состав добровольческого корпуса светлейшего князя Ливена, но в июле 1919 командующие Авалов и Вырголич отказались подчиняться светлейшему князю и вывели свои войска из состава корпуса. Тогда же отряд был преобразован в «Западный добровольческий генерала от кавалерии графа Келлера корпус». (В августе отряд Вырголича также был переименован во «2-й Западный добровольческий корпус»). Местом формирования армии была выбрана Митава.
9 июля было получено от генерала Юденича приказание прибыть на соединение с Северо-Западной армией на нарвский фронт, поддержанное англичанами. В отсутствие тяжело раненого князя Ливена по распоряжению английского генерала Гофа 1-й и 3-й батальоны Ливенского отряда были поспешно погружены на английский транспорт и отправлены в Ревель и Нарву.
Полковники Бермондт и Вырголич отказались исполнить приказание Юденича перейти на Нарвский фронт, так как формирование их отрядов ещё не было завершено. Кроме этого формального объяснения существовало и иное — Авалов считал, что его корпус не должен покидать пределов Латвии, а оставаться в ней в качестве «действительной русской военной силы» и свою армию он рассматривал как равную, а не подчиняющуюся Северо-Западной армии.:342
В конце августа было сформировано пронемецкое Западно-русское правительство, которое должно было, по задумке немцев, проводить нужную им политику, в случае захвата военной силой Авалова власти в Прибалтике. 5 сентября 1919 года отряды были сведены в Русскую Западную добровольческую армию под командованием П. Р. Бермондт-Авалова, действовавшую на основании полномочий от этого правительства и ставившей своей целью свержение большевиков. 20 сентября Авалов объявил о принятии на себя всей полноты власти в Прибалтике. По данным историка Николая Корнатовского 21 сентября к армии был присоединён германский Прибалтийский ландесвер[уточнить] (после ликвидации германского корпуса фон дер Гольца). Однако из других источников следует, что командование латвийской армии опасалось присоединения ландесвера к армии Бермондта и, после переформирования, в начале сентября перевело ландесвер на фронт против большевиков в Латгалии. Армия насчитывала 51—52 тысяч человек.:481—491
26 августа 1919 года в Риге прошло совещание, инициированное английским военным представителем Ф. Д. Марчем, в котором приняли участие представители всех антибольшевистких сил региона: Северо-Западной армии, Западной русской армии, Финляндии, Эстонии, Латвии, Литвы, Польши. На совещании было принято решение начать совместное наступление на Советы 15 сентября. Причём ЗДА получала задачу наступать на Двинск — Великие Луки — Бологое для перереза Николаевской железной дороги. Последующие события показали, что сроки наступления были сдвинуты, да и наступление было не совместным, но так как инициатива совместных действий исходила от англичан, а ЗДА была тесно связана с немцами, то изначально возникали опасения, что армия Авалова в таком наступлении принимать участия не будет.:483
ЗДА вступила в открытое противостояние с правительством Латвии, выдвинув 6 октября ультимативное требование пропустить её через территорию Латвии на «большевистский фронт», и начав продвижение от Митавы в сторону Двинска. Правительство Латвии ответило отказом. Состоялись первые вооружённые столкновения передовых частей ЗДА (надо полагать немецких):352 и латвийских войск. 7 октября силы Бермондта двинулись на Ригу, обвиняя латышскую армию в вооружённых провокациях против ЗДА. 8 октября войска вышли к Риге, которую никто не защищал кроме слабых отрядов самообороны. На город было сброшено с аэропланов несколько бомб и прокламации на русском языке, в которых латышам предлагалось «подчиниться власти полковника Бермондта, чтобы быть присоединёнными к великой и могучей России». 9 октября предместья Риги были заняты частями Авалова, но вместо того, что бы развить успех, он 10 октября предложил правительству Латвии заключить с ним перемирие. Тем временем к Риге были подтянуты регулярные армейские части, а также, по зову латвийского правительства, к ней подошли эстонские части, в том числе 4 бронепоезда, а на рейд Риги прибыла английская эскадра, принявшаяся непрестанно обстреливать позиции ЗДА из своих орудий.:490 А когда части армии Авалова всё же начали переправу через Двину, командиры немецких формирований потребовали немедленно прекратить переправу.
:355
К 16 октября армия Авалова под Ригой была остановлена. 11 ноября 1919 года латвийская армия одерживает самую яркую — и давшуюся самой большой кровью — победу в своей истории: освобождает Задвинье и изгоняет из Риги силы Авалова. В середине ноября латвийские части перешли в наступление и началось медленное вытеснение армии Бермондта к границе Пруссии, которую правительство Германии разрешило пересечь в начале декабря. Там она ещё некоторое время сохраняла своё значение как военная единица. Часть русских добровольцев была интернирована германскими властями.
Действия ЗДА под Ригой в октябре 1919 года называют в числе основных причин неудачи похода Юденича на Петроград.:340